# Sphaerodactylus ladae
Sphaerodactylus ladae är en ödleart som beskrevs av  Thomas och HEDGES 1988. Sphaerodactylus ladae ingår i släktet Sphaerodactylus och familjen geckoödlor. Inga underarter finns listade i Catalogue of Life.